# John Malcolm Stewart
John Malcolm Stewart (* 1943 in Pinner, West-London; † 2016) war ein britischer theoretischer Physiker mit Schwerpunkt Gravitationsphysik und Astrophysiker.

## Leben und Wirken
1969 wurde er an der Universität Cambridge promoviert. Er war Anfang der 1970er Jahre einige Jahre am Max-Planck-Institut für Physik und Astrophysik in München und verbrachte dann den Rest seiner Karriere an der Universität Cambridge (Department of Applied Mathematics and Theoretical Physics, DAMTP). 1975 wurde er Research Fellow am King’s College in Cambridge und 1978 Fellow des King’s College und College Lecturer. 2000 wurde er Senior Lecturer und zuletzt war er Reader für Gravitationsphysik. 2010 ging er in den Ruhestand, blieb aber wissenschaftlich aktiv.
Er war in Cambridge und Großbritannien ein Pionier in relativistischer kinetischer Theorie und Hydrodynamik, kosmologischer Störungstheorie und numerischer Relativität.
1967 bestimmte er in seiner ersten Arbeit mit Dennis Sciama die Dipole-Variation in der Kosmischen Hintergrundstrahlung aufgrund der Bewegung der Sonne. Sie bestimmten dadurch ein absolutes Bezugssystem für die kosmische Hintergrundstrahlung des Universums. Ebenfalls 1967 fand er mit George F. R. Ellis eine Klasse exakter Lösungen von Einsteins Feldgleichungen für perfekte Flüssigkeiten, die später bei der Klassifikation räumlich homogener Universen eine Rolle spielten. 1968 bis 1971 untersuchte er die Rolle kollisionsloser Teilchen (im Vergleich zu viskosen Flüssigkeiten) und Nichtgleichgewichts-Thermodynamik in der Kosmologie. Das fasste er in seinem Buch von 1971 über relativistische kinetische Theorie des Nichtgleichgewichts zusammen.
Ab 1973 befasste er sich mit der Raum-Zeit Schwarzer Löcher (zum Beispiel Stabilität und Störungen der Kerr-Lösung), Akkretionsscheiben und Turbulenz in der Astrophysik und mit kosmologischer Störungstheorie, darunter eine Arbeit mit Martin Walker, die die mathematischen Grundlagen eichinvarianter Störungstheorie lieferte, einschließlich Skalar-Vektor-Tensor-Zerlegung, und die eine Standardmethode lieferte. Einflussreich war seine Arbeit mit Werner Israel von 1979 über kausale Thermodynamik in der Allgemeinen Relativitätstheorie zur Behandlung von Situationen nahe dem thermischen Gleichgewicht (Viskositäten, Stoßwellenbildung, Wärmeleitung u. a.).
Ab Anfang der 1980er Jahre befasste er sich mit numerischer Allgemeiner Relativitätstheorie, zunächst des charakteristischen Anfangswertproblems mit Helmut Friedrich,  dann gravitative Stoßwellen und Gravitationswellen sowie gravitativen Kollaps bei sphärischer und axisymmetrischer Symmetrie. Das führte auch zu frühen Arbeiten über inflationäre Kosmologie mit Einschränkungen für diese, zum Beispiel in einer Arbeit mit Stephen Hawking und Ian Moss 1982 über Thermalisierung der Bildung schwarzer Löcher im frühen Universum. Mit Gary Gibbons und Hawking schlug er 1987 ein mathematisches Maß auf dem Raum aller Friedmann-Kosmologien vor, um die Wahrscheinlichkeit von kosmischer Inflation einzuschätzen. Mit David Salopek entwickelte er eine Hamilton-Jacobi-Theorie für gravitative Störungen bei stochastischer Inflation und in der Quantenkosmologie (Wheeler-De-Witt-Gleichung) und für die Strukturbildung im Universum.
Im Ruhestand schrieb er ein Buch über die Python-Programmiersprache für Naturwissenschaftler.

## Bücher und Buchbeiträge
- Non-Equilibrium Relativistic Kinetic Theory, Lecture Notes in Physics, Springer 1971
- mit M. Walker: Black Holes: the outside story, in: Springer Tracts in Modern Physics, Band 69, 1973, S. 69
- Relativistic Thermodynamics and Kinetic Theory, in Schatzman (Hrsg.), Cargèse Lectures in Physics, Band 6, 1973, S. 175
- mit W. Israel: Progress in relativistic thermodynamics and electrodynamics of continous media, in: A. Held (Hrsg.), General Relativity and Gravitation II, 1980, S. 491
- Numerical Cosmology, in: W. R. Stoeger (Hrsg.), Theory and Observational Limits in Cosmology, 1987, S. 307
- Advanced General Relativity, Cambridge UP 1994
- Python for Scientists, Cambridge UP 2014